# Клод Фориел
Шарл-Клод Фориѐл (на френски: Charles-Claude Fauriel) е френски филолог, историк и революционер.
Роден е на 21 октомври 1772 година в Сент Етиен в семейството на дърводелец. Учи в религиозен колеж в Турнон и в семинария в Сент Фоа ле Лион. Включва се във Френската революция, служи в армията и като активен якобинец през 1793 – 1794 година е кмет на Сент Етиен. През 1799 година се премества в Париж, където става секретар на министъра на полицията Жозеф Фуше, но през 1802 година се оттегля и се заема с литературна дейност. Учи различни езици, от които прави редица преводи, сред които на придобилия известност двутомен сборник с гръцки народни песни „Chants populaires de la Grèce moderne“. През 1831 година оглавява създадената за него катедра по чуждестранна литература в Парижкия хуманитарен факултет.
Клод Фориел умира на 15 юли 1844 година в Париж.